# Заброди (Свентокшиське воєводство)
Заброди (пол. Zabrody) — село в Польщі, у гміні Красоцин Влощовського повіту Свентокшиського воєводства.
Населення — 172 особи (2011).
У 1975-1998 роках село належало до Келецького воєводства.

## Демографія
Демографічна структура на день 31 березня 2011 року:
|          | Загалом | Допрацездатний вік | Працездатний вік | Постпрацездатний вік |
| -------- | ------- | ------------------ | ---------------- | -------------------- |
| Чоловіки | 84      | 13                 | 59               | 12                   |
| Жінки    | 88      | 13                 | 43               | 32                   |
| Разом    | 172     | 26                 | 102              | 44                   |